# CARPLAY.ism
CARPLAY.ism（カープレイ.イズム）は、山梨県内の地域密着情報誌。平成22年1月号から媒体名を「カープレイ やまなし（CARPLAYやまなし）」から「月刊CARPLAY.ism」と変更した。CARPLAY編集部の発行。主に自動車関連の情報を掲載するほか、山梨県内の情報を掲載している。2008年までは有料で媒体を販売していた。全日本プロドリフト選手権 (D1 GRANDPRIX) などで活躍する今村陽一がコラムを連載する。
また、ヴァンフォーレ甲府の存続危機時代から、試合内容やサポーターのコメントなどを掲載している。
現在はフリーマガジンとして発行している。